# Перрі (округ, Іллінойс)
Шаблон:StateAbbr_ 38°05′ пн. ш. 89°22′ зх. д. / 38.09° пн. ш. 89.37° зх. д.
Округ  Перрі (англ. Perry County) — округ (графство) у штаті  Іллінойс, США. Ідентифікатор округу 17145.

## Історія
Округ утворений 1827 року.

## Демографія
За даними перепису 
2000 року 
загальне населення округу становило 23094 осіб, зокрема міського населення було 10233, а сільського — 12861.
Серед мешканців округу чоловіків було 12255, а жінок — 10839. В окрузі було 8504 домогосподарства, 5843 родин, які мешкали в 9457 будинках.
Середній розмір родини становив 2,96.
Віковий розподіл населення поданий у таблиці:
| Стать    | До 15 років | 15-21 | 22-29 | 30-39 | 40-49 | 50-65 | 65-85 | Понад 85 |
| -------- | ----------- | ----- | ----- | ----- | ----- | ----- | ----- | -------- |
| Чоловіки | 2147        | 1338  | 1647  | 2018  | 1880  | 1757  | 1333  | 135      |
| Жінки    | 1995        | 966   | 971   | 1344  | 1555  | 1786  | 1825  | 397      |

## Суміжні округи
- Вашингтон — північ
- Джефферсон — північний схід
- Франклін — схід
- Джексон — південь
- Рендолф — захід

## Виноски
1. ↑  U.S. Decennial Census. United States Census Bureau. Архів оригіналу за 2 серпня 2018. Процитовано 8 липня 2014.
2. ↑  Historical Census Browser. University of Virginia Library. Архів оригіналу за 11 серпня 2012. Процитовано 8 липня 2014.
3. ↑  Population of Counties by Decennial Census: 1900 to 1990. United States Census Bureau. Архів оригіналу за 24 квітня 2014. Процитовано 8 липня 2014.
4. ↑  Census 2000 PHC-T-4. Ranking Tables for Counties: 1990 and 2000 (PDF). United States Census Bureau. Архів оригіналу (PDF) за 18 грудня 2014. Процитовано 8 липня 2014.
5. ↑  State & County QuickFacts. United States Census Bureau. Архів оригіналу за 7 червня 2011. Процитовано 8 липня 2014.(англ.) Наведено за англійською вікіпедією.
6. ↑  American FactFinder. Бюро перепису населення США. Архів оригіналу за 26 лютого 2012. Процитовано 31 січня 2008.

| США | Це незавершена стаття з географії США. Ви можете допомогти проєкту, виправивши або дописавши її. |